# 海洋之眼
海洋之眼（波蘭語：Morskie Oko）是波兰南部塔特拉山脉最大和第四深的湖泊，地處小波兰省上塔特拉山塔特拉國家公園內。海洋之眼周圍的山峰高出湖面约1000米，萊希山就是其中之一，它是塔特拉山脉的最高峰。